# Columbia-Gletscher (Washington)

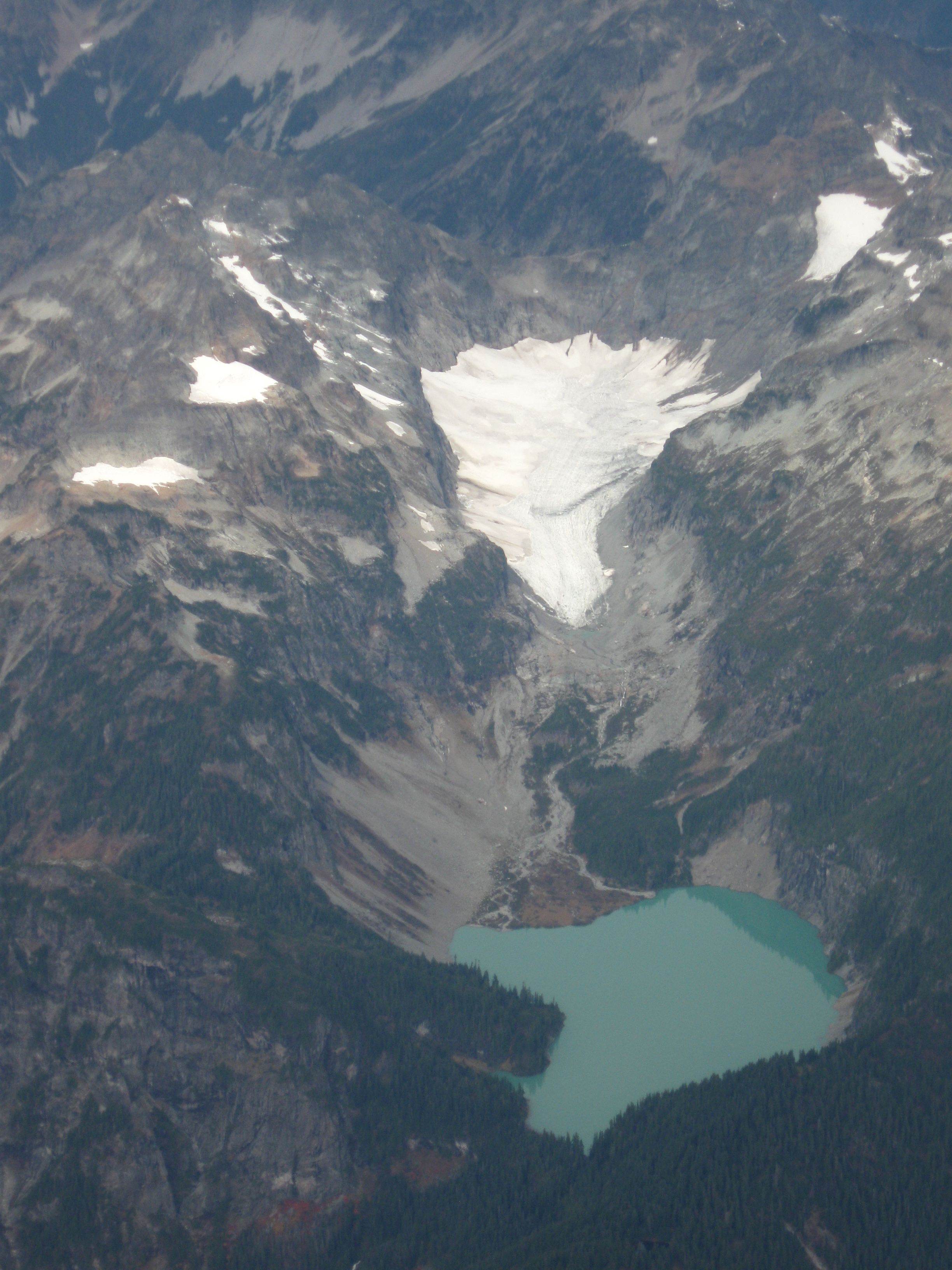
Luftbild des Columbia-Gletschers im Frühherbst 2009

Der Columbia-Gletscher ist ein Gletscher in der Henry M. Jackson Wilderness im US-Bundesstaat Washington. Er fließt von 5.600 ft (1.707 m) auf 4.700 ft (1.433 m) über dem Meeresspiegel herab. Der Gletscher ist umgeben vom Columbia Peak, dem Monte Cristo Peak und dem Kyes Peak und die Quelle des Blanca Lake sowie des Troublesome Creek, eines Zuflusses des North Fork Skykomish River.
Der Gletscher zog sich zwischen 1979 und 2004 um 278 ft (85 m) zurück. Der Rückzug geht auf den gegenwärtigen verringerten Schneefall und das stärkere Abschmelzen im Sommer zurück, was sich auf die Massenbilanz auswirkt. Der Gletscher ist in einem Ungleichgewicht mit dem Klima und wird zunehmend dünner und kürzer.